# Andrus Värnik
Andrus Värnik (Antsla, 27 de setembro  de 1977) é um ex-atleta estoniano, campeão mundial do lançamento de dardo.
Foi medalha de ouro no Campeonato Mundial de Atletismo de 2005, em Helsinque, e medalha de prata no Campeonato Mundial de Atletismo de 2003, em Paris.